# Chico Torino
Chico Torino ou Nuevo Torino est une ville de l'Uruguay située dans le département de Colonia. Sa population est de 67 habitants.

## Infrastructure
Chico Torino est situé près de la route nationale 1.

## Population
| Année | Population |
| ----- | ---------- |
| 1985  | 34         |
| 1996  | 71         |
| 2004  | 67         |

Référence,: